# Agelena bifida
Agelena bifida är en spindelart som beskrevs av Wang 1997. Agelena bifida ingår i släktet Agelena och familjen trattspindlar. Inga underarter finns listade i Catalogue of Life.